# Club de Foot Montréal 2021
Questa voce raccoglie le informazioni riguardanti il Club de Foot Montréal nelle competizioni ufficiali della stagione 2021.

## Maglie e sponsor
Il fornitore tecnico, come per tutte le squadre della MLS, è l'Adidas. Nonostante il cambio di denominazione, per il 2021 la squadra di Montréal conferma la seconda maglia della stagione precedente, grigia con delle sottili strisce bianche. La prima maglia invece è completamente nera, con i bordi di maniche e colletto blu, inoltre il nuovo logo si ripete in trasparenza su tutta la maglia.
| 1ª divisa | 2ª divisa |

## Rosa
| N. |                        | Ruolo | Calciatore              |
| -- | ---------------------- | ----- | ----------------------- |
| 1  | Canada (bandiera)      | P     | Sebastian Breza         |
| 2  | Kenya (bandiera)       | C     | Victor Wanyama          |
| 3  | Canada (bandiera)      | D     | Kamal Miller            |
| 4  | Francia (bandiera)     | D     | Rudy Camacho            |
| 5  | Inghilterra (bandiera) | D     | Luis Binks              |
| 6  | Canada (bandiera)      | C     | Samuel Piette           |
| 7  | Egitto (bandiera)      | A     | Ahmed Hamdi             |
| 8  | Stati Uniti (bandiera) | C     | Djordje Mihailović      |
| 9  | Norvegia (bandiera)    | A     | Bjørn Johnsen           |
| 11 | Stati Uniti (bandiera) | A     | Erik Hurtado            |
| 11 | Argentina (bandiera)   | C     | Matko Miljevic          |
| 12 | Uganda (bandiera)      | D     | Mustafa Kizza           |
| 13 | Stati Uniti (bandiera) | A     | Mason Toye              |
| 14 | Stati Uniti (bandiera) | C     | Amar Sejdič             |
| 15 | Canada (bandiera)      | D     | Zachary Brault-Guillard |
| 16 | Canada (bandiera)      | D     | Joel Waterman           |

| N. |                      | Ruolo | Calciatore          |
| -- | -------------------- | ----- | ------------------- |
| 17 | Canada (bandiera)    | A     | Ballou Tabla        |
| 18 | Argentina (bandiera) | A     | Joaquín Torres      |
| 19 | Canada (bandiera)    | D     | Zorhan Bassong      |
| 21 | Finlandia (bandiera) | C     | Lassi Lappalainen   |
| 22 | Nigeria (bandiera)   | A     | Sunusi Ibrahim      |
| 23 | Senegal (bandiera)   | P     | Clément Diop        |
| 24 | Slovenia (bandiera)  | D     | Aljaž Struna        |
| 25 | Argentina (bandiera) | C     | Emanuel Maciel      |
| 26 | Islanda (bandiera)   | D     | Róbert Thorkelsson  |
| 27 | Canada (bandiera)    | D     | Clément Bayiha      |
| 29 | Canada (bandiera)    | C     | Mathieu Choinière   |
| 30 | Honduras (bandiera)  | A     | Romell Quioto       |
| 35 | Canada (bandiera)    | C     | Jean-Aniel Assi     |
| 36 | Canada (bandiera)    | C     | Nathan-Dylan Saliba |
| 38 | Canada (bandiera)    | C     | Rida Zouhir         |
| 41 | Canada (bandiera)    | P     | James Pantemis      |

## Calciomercato

### Sessione invernale
| Acquisti | Acquisti            | Acquisti          | Acquisti   |
| R.       | Nome                | da                | Modalità   |
| -------- | ------------------- | ----------------- | ---------- |
| P        | Sebastian Breza     | Bologna           | prestito   |
| D        | Zorhan Bassong      | Cercle Bruges     | definitivo |
| D        | Kamal Miller        | Austin FC         | definitivo |
| D        | Aljaž Struna        | Houston Dynamo    | definitivo |
| C        | Djordje Mihailović  | Chicago Fire      | definitivo |
| A        | Ahmed Hamdi         | El-Gouna          | prestito   |
| A        | Erik Hurtado        |                   | definitivo |
| A        | Sunusi Ibrahim      | 36 Lions          | definitivo |
| A        | Bjørn Maars Johnsen | Ulsan HD          | definitivo |
| A        | Joaquín Torres      | Newell's Old Boys | prestito   |

| Cessioni | Cessioni              | Cessioni        | Cessioni      |
| R.       | Nome                  | a               | Modalità      |
| -------- | --------------------- | --------------- | ------------- |
| P        | Jonathan Sirois       | Valour          | prestito      |
| D        | Jorge Luís Corrales   |                 | svincolato    |
| D        | Rod Fanni             |                 | svincolato    |
| D        | Keesean Ferdinand     | Atlético Ottawa | prestito      |
| D        | Jukka Raitala         | Minnesota Utd   | definitivo    |
| D        | Karifa Yao            | Cavalry         | prestito      |
| C        | Tomas Giraldo         | FC Edmonton     | prestito      |
| C        | Sean Rea              | Valour          | prestito      |
| C        | Steeven Saba          |                 | svincolato    |
| C        | Shamit Shome          | FC Edmonton     | definitivo    |
| A        | Anthony Jackson-Hamel |                 | svincolato    |
| A        | Bojan Krkić           |                 | svincolato    |
| A        | Orji Okwonkwo         | Bologna         | fine prestito |
| A        | Maximiliano Urruti    | Houston Dynamo  | definitivo    |

### A stagione in corso
| Acquisti | Acquisti           | Acquisti           | Acquisti   |
| R.       | Nome               | da                 | Modalità   |
| -------- | ------------------ | ------------------ | ---------- |
| D        | Robert Thorkelsson | Breiðablik         | definitivo |
| C        | Matko Miljevic     | Argentinos Juniors | definitivo |

| Cessioni | Cessioni     | Cessioni       | Cessioni      |
| R.       | Nome         | a              | Modalità      |
| -------- | ------------ | -------------- | ------------- |
| P        | Clément Diop |                | svincolato    |
| D        | Luis Binks   | Bologna        | fine prestito |
| C        | Amar Sejdič  | Atlanta United | definitivo    |
| A        | Erik Hurtado | Columbus Crew  | definitivo    |

## Risultati

### MLS
La MLS non adotta il sistema a due gironi, uno di andata e uno di ritorno, tipico in Europa per i campionati di calcio, ma un calendario di tipo sbilanciato. Nel 2021 il CF Montréal disputa due gare (andata e ritorno) contro sette squadre della propria conference, tre gare contro le altre sei squadre della propria conference, più due gare con altrettante squadre della Western Conference. Visto il perdurare delle limitazioni negli spostamenti fra Canada e Stati Uniti, dovuti alla pandemia di COVID-19, il club del Québec ha giocato le prime partite casalinghe in stadi statunitensi. Al suo ritorno allo Stade Saputo, per garantire il distanziamento fisico fra gli spettatori, la capienza massima è stata ridotta a 5.000 spettatori per l'incontro del 17 luglio, e 15.000 per gli incontri successivi sino al 2 ottobre.
| Arbitro: | I. Elfath |

|                                               |           |                               |
| Toye 3’ Quioto 24’ Wanyama 54’ Mihailović 71’ | Marcatori | 45’ (rig.) Delgado 88’ Laryea |

| Arbitro: | N. Saghafi |

|                       |           |                              |
| Cádiz 54’ Mukhtar 77’ | Marcatori | 13’ Toye 42’ Brault-Guillard |

| Fort Lauderdale 1 maggio 2021 3ª giornata | CF Montréal | 0 – 0 referto | Columbus Crew | DRV PNK Stadium\| Arbitro: \| T. Ford \| |
| Arbitro:                                  | T. Ford     |               |               |                                          |

| Arbitro: | R. Mendoza |

|                        |           |  |
| Dajome 57’ (rig.), 71’ | Marcatori |  |

| Arbitro: | G. Gonzales Jr. |

|  |           |                  |
|  | Marcatori | 14’, 25’ Johnsen |

| Arbitro: | S. Petrescu |

|              |           |  |
| Moreno 90+4’ | Marcatori |  |

| Arbitro: | F. Bazakos |

|                |           |                            |
| Mihailović 56’ | Marcatori | 70’ Locadia 86’ Vallecilla |

| Arbitro: | V. Rivas |

|  |           |          |
|  | Marcatori | 87’ Toye |

| Fort Lauderdale 23 giugno 2021 9ª giornata | CF Montréal | 0 – 0 referto | D.C. United | DRV PNK Stadium\| Arbitro: \| D. Fischer \| |
| Arbitro:                                   | D. Fischer  |               |             |                                             |

| Arbitro: | J. Freemon |

|               |           |            |
| Danladi 90+4’ | Marcatori | 63’ Struna |

| Arbitro: | R. Mendoza |

|               |           |  |
| Choinière 41’ | Marcatori |  |

| Arbitro: | M. de Oliveira |

|                            |           |           |
| Toye 43’ (rig.) Quioto 73’ | Marcatori | 29’ Parks |

| Arbitro: | S. Petrescu |

|                                                |           |                                               |
| Toye 21’, 72’ (rig.) Torres 34’ Hamdi 74’, 87’ | Marcatori | 6’ Medunjanin 14’, 46’ Brenner 42’ Vallecilla |

| Arbitro: | T. Unkel |

|             |           |  |
| Tajouri 29’ | Marcatori |  |

| Arbitro: | A. Chilowicz |

|              |           |                |
| Bou 29’, 73’ | Marcatori | 79’ Mihailović |

| Arbitro: | V. Rivas |

|                            |           |            |
| G. Higuain 49’ (rig.), 69’ | Marcatori | 20’ Torres |

| Arbitro: | D. Gantar |

|                      |           |                                |
| Toye 53’ Camacho 63’ | Marcatori | 65’ Martinez 76’ (rig.) Moreno |

| Arbitro: | M. de Oliveira |

|                      |           |                     |
| Najar 40’ Kamara 54’ | Marcatori | 16’ Brault-Guillard |

| Arbitro: | A. Chapman |

|                                  |           |                      |
| Ibrahim 71’ Wanyama 90+8’ (rig.) | Marcatori | 45+5’ (rig.) Klimala |

| Cincinnati 18 agosto 2021 20ª giornata | FC Cincinnati | 0 – 0 referto | CF Montréal | TQL Stadium\| Arbitro: \| R. Touchan \| |
| Arbitro:                               | R. Touchan    |               |             |                                         |

| Arbitro: | C. Penso |

|              |           |                  |
| Sullivan 87’ | Marcatori | 45+1’ Mihailović |

| Arbitro: | D. Fischer |

|                                  |           |            |
| Piette 23’ Torres 68’ Quioto 75’ | Marcatori | 58’ Achara |

| Arbitro: | S. Petrescu |

|  |           |               |
|  | Marcatori | 66’ Zimmerman |

| Arbitro: | R. Vazquez |

|                      |           |                                                      |
| Jansson 40’ Ruan 63’ | Marcatori | 18’ Choinière 37’ Quioto 73’ Lappalainen 80’ Ibrahim |

| Arbitro: | M. de Oliveira |

|                             |           |  |
| Quioto 60’ Terán 80’ (aut.) | Marcatori |  |

| Arbitro: | N. Saghafi |

|                 |           |              |
| Zardes 44’, 62’ | Marcatori | 90+2’ Quioto |

| Arbitro: | I. Elfath |

|            |           |                                                |
| Torres 32’ | Marcatori | 10’ Jones 17’ Buksa 30’ (aut.) Camacho 86’ Bou |

| Arbitro: | F. Bazakos |

|                        |           |              |
| Quioto 50’, 55’ (rig.) | Marcatori | 48’ Mulraney |

| Arbitro: | P. Lauzière |

|                            |           |                                |
| Miljevic 33’ Ibrahim 90+5’ | Marcatori | 63’ (aut.) Pantemis 77’ Wagner |

| Arbitro: | R. Sibiga |

|             |           |             |
| Mueller 45’ | Marcatori | 51’ Camacho |

| Arbitro: | A. Chapman |

|                |           |             |
| Altidore 90+5’ | Marcatori | 55’ Ibrahim |

| Arbitro: | C. Penso |

|             |           |  |
| Fábio 90+1’ | Marcatori |  |

| Arbitro: | T. Unkel |

|                        |           |  |
| Camacho 58’ Miller 62’ | Marcatori |  |

| Arbitro: | A. Villareal |

|  |           |                     |
|  | Marcatori | 55’ Méndez 86’ Dike |

### Canadian Championship
| Arbitro: | Y. Rudolf |

|          |           |                               |
| Bent 27’ | Marcatori | 35’ Miljevic 89’, 90+2’ Tabla |

| Arbitro: | Y. Rudolf |

|                                                                                               |                      |                                                                                      |
| Babouli Krutzen Awuah Cissé Bekker Browne D. Choinière Navarro Samuel Achinioti-Jönsson Henry | Tiri di rigore 7 – 8 | Lappalainen Johnsen Tabla Camacho Zouhir Piette Struna Bassong Bayiha Waterman Breza |

| Arbitro: | D. Gantar |

|            |           |  |
| Quioto 72’ | Marcatori |  |

## Statistiche

### Statistiche di squadra
| Competizione          | Punti | In casa | In casa | In casa | In casa | In casa | In casa | In campo neutro | In campo neutro | In campo neutro | In campo neutro | In campo neutro | In campo neutro | In trasferta | In trasferta | In trasferta | In trasferta | In trasferta | In trasferta | Totale | Totale | Totale | Totale | Totale | Totale |
| Competizione          | Punti | G       | V       | N       | P       | Gf      | Gs      | G               | V               | N               | P               | Gf              | Gs              | G            | V            | N            | P            | Gf           | Gs           | G      | V      | N      | P      | Gf     | Gs     |
| --------------------- | ----- | ------- | ------- | ------- | ------- | ------- | ------- | --------------- | --------------- | --------------- | --------------- | --------------- | --------------- | ------------ | ------------ | ------------ | ------------ | ------------ | ------------ | ------ | ------ | ------ | ------ | ------ | ------ |
| MLS                   | 46    | 11      | 6       | 2       | 3       | 21      | 18      | 6               | 3               | 2               | 1               | 8               | 5               | 17           | 3            | 6            | 8            | 17           | 21           | 34     | 12     | 10     | 12     | 46     | 44     |
| Canadian Championship |       | 1       | 1       | 0       | 0       | 1       | 0       | 0               | 0               | 0               | 0               | 0               | 0               | 2            | 1            | 1            | 0            | 3            | 1            | 3      | 2      | 1      | 0      | 4      | 1      |
| Totale                |       | 12      | 7       | 2       | 3       | 22      | 18      | 6               | 3               | 2               | 1               | 8               | 5               | 19           | 4            | 7            | 8            | 20           | 22           | 37     | 14     | 11     | 12     | 50     | 45     |

### Statistiche dei giocatori
| Giocatore          | MLS      | MLS  | MLS         | MLS        | Canadian Championship | Canadian Championship | Canadian Championship | Canadian Championship | Totale   | Totale | Totale      | Totale     |
| Giocatore          | Presenze | Reti | Ammonizioni | Espulsioni | Presenze              | Reti                  | Ammonizioni           | Espulsioni            | Presenze | Reti   | Ammonizioni | Espulsioni |
| ------------------ | -------- | ---- | ----------- | ---------- | --------------------- | --------------------- | --------------------- | --------------------- | -------- | ------ | ----------- | ---------- |
| J. A. Assi         | 0        | 0    | -           | -          | 0                     | 0                     | -                     | -                     | 0        | 0      | -           | -          |
| Z. Bassong         | 26       | 0    | 3           | 1          | 3                     | 0                     | -                     | -                     | 29       | 0      | 3           | 1          |
| C. Bayiha          | 10       | 0    | -           | -          | 2                     | 0                     | -                     | -                     | 12       | 0      | -           | -          |
| L. Binks           | 0        | 0    | -           | -          | 0                     | 0                     | -                     | -                     | 0        | 0      | -           | -          |
| Z. Brault-Guillard | 30       | 2    | 4           | -          | 3                     | 0                     | -                     | -                     | 33       | 2      | 4           | -          |
| S. Breza           | 8        | -8   | 2           | -          | 3                     | -1                    | -                     | -                     | 11       | -9     | 2           | -          |
| R. Camacho         | 31       | 3    | 8           | 3          | 3                     | 0                     | -                     | -                     | 34       | 3      | 8           | 3          |
| M. Choinière       | 26       | 2    | 3           | -          | 1                     | 0                     | -                     | -                     | 27       | 2      | 3           | -          |
| C. Diop            | 8        | -9   | 1           | -          | 0                     | 0                     | -                     | -                     | 8        | -9     | 1           | -          |
| A. Hamdi           | 23       | 2    | 1           | -          | 3                     | 0                     | -                     | -                     | 26       | 2      | 1           | -          |
| E. Hurtado         | 7        | 0    | -           | -          | 0                     | 0                     | -                     | -                     | 7        | 0      | -           | -          |
| S. Ibrahim         | 26       | 4    | 2           | -          | 2                     | 0                     | -                     | -                     | 28       | 4      | 2           | -          |
| B. M. Johnsen      | 26       | 2    | -           | -          | 2                     | 0                     | -                     | -                     | 28       | 2      | -           | -          |
| M. Kizza           | 18       | 0    | 1           | -          | 2                     | 0                     | -                     | -                     | 20       | 0      | 1           | -          |
| L. Lappalainen     | 15       | 1    | -           | -          | 3                     | 0                     | -                     | -                     | 18       | 1      | -           | -          |
| E. Maciel          | 18       | 0    | 2           | -          | 1                     | 0                     | -                     | -                     | 19       | 0      | 2           | -          |
| D. Mihailović      | 34       | 4    | 4           | -          | 1                     | 0                     | -                     | -                     | 35       | 4      | 4           | -          |
| M. Miljevic        | 5        | 1    | -           | -          | 3                     | 1                     | 2                     | -                     | 8        | 2      | 2           | -          |
| K. Miller          | 27       | 1    | 5           | -          | 1                     | 0                     | -                     | -                     | 28       | 1      | 5           | -          |
| J. Pantemis        | 18       | -27  | -           | -          | 0                     | 0                     | -                     | -                     | 18       | -27    | -           | -          |
| S. Piette          | 25       | 1    | 5           | -          | 3                     | 0                     | 1                     | -                     | 28       | 1      | 6           | -          |
| R. Quioto          | 19       | 8    | 2           | -          | 1                     | 1                     | -                     | -                     | 20       | 9      | 2           | -          |
| N. D. Saliba       | 0        | 0    | -           | -          | 0                     | 0                     | -                     | -                     | 0        | 0      | -           | -          |
| A. Sejdič          | 7        | 0    | -           | -          | 0                     | 0                     | -                     | -                     | 7        | 0      | -           | -          |
| A. Struna          | 18       | 1    | 6           | -          | 1                     | 0                     | -                     | -                     | 19       | 1      | 6           | -          |
| B. Tabla           | 2        | 0    | -           | -          | 2                     | 2                     | 1                     | -                     | 4        | 2      | 1           | -          |
| R. Thorkelsson     | 0        | 0    | -           | -          | 0                     | 0                     | -                     | -                     | 0        | 0      | -           | -          |
| J. Torres          | 28       | 4    | -           | -          | 1                     | 0                     | 1                     | -                     | 29       | 4      | 1           | -          |
| M. Toye            | 14       | 7    | 1           | -          | 0                     | 0                     | -                     | -                     | 14       | 7      | 1           | -          |
| J. Waterman        | 22       | 0    | 5           | -          | 2                     | 0                     | 1                     | -                     | 24       | 0      | 6           | -          |
| V. Wanyama         | 27       | 2    | 8           | 1          | 1                     | 0                     | -                     | -                     | 28       | 2      | 8           | 1          |
| R. Zouhir          | 2        | 0    | -           | -          | 2                     | 0                     | -                     | -                     | 4        | 0      | -           | -          |